# Козлов, Юрий Маркович
Ю́рий Ма́ркович Козло́в (9 сентября 1925, Бобруйск — 10 ноября 2002, Москва) — советский и российский юрист, специалист по советскому административному праву и проблемам государственного управления; доктор юридических наук (1963), профессор (1965—1998) и заведующий (1961—1981) кафедрой административного и финансового права юридического факультета МГУ; заслуженный деятель науки РСФСР (1980) и почётный работник высшего профессионального образования Российской Федерации.

## Биография
Юрий Козлов родился 9 сентября 1925 года в Бобруйске (Могилевская область); в 1951 году он окончил юридический факультет МГУ имени Ломоносова и в том же году поступил в аспирантуру МГУ. Через два года он защитил кандидатскую диссертацию, выполненную под руководством профессора Семёна Студеникина, на тему «Институт права жалобы по советскому административному праву» — стал кандидатом юридических наук. Десять лет спустя, в 1963 году, Козлов успешно защитил докторскую диссертацию по теме «Организационно-правовые вопросы участия трудящихся в советском государственном управлении» — стал доктором юридических наук.
Козлов работал на юридическом факультете МГУ до 1997 года, последовательно занимая должности преподавателя, доцента и профессора; в период с 1961 по 1981 год являлся заведующим кафедрой административного и финансового права. В апреле 1997 года он перешел на работу в Московскую государственную юридическую академию, где занял позицию профессора на кафедры административного права. Скончался 10 ноября 2002 года.

## Работы
Юрий Козлов специализировался на проблемах теории административного права; он являлся автором и соавтором более 160 научных работ, включая монографии, учебники и учебные пособия:
- «Органы советского государственного управления» (1960)
- «Самодеятельные организации населения» (1962)
- «Новая хозяйственная реформа и право» (1966)
- «Соотношение государственного и общественного управления в СССР» (1966)
- «Управление народным хозяйством СССР» (ч. 1 — 1969, ч. 2 — 1971)
- «Предмет советского административного права» (1967)
- «Координация в управлении народным хозяйством СССР» (1976)
- «Административные правоотношения» (1976)
- «Методологические и теоретические проблемы государства и права развитого социализма» (соавт., 1983)
- «Государственное управление социалистической общенародной собственностью. Административно-правовой аспект проблемы» (соавт., 1983)
- «Научная организация управления и право» (соавт., 1986)
- «Советы народных депутатов и органы государственного управления» (1987)
- «Управление в области административно-политической деятельности Советского государства» (1961)
- «Управление в области социально-культурного строительства» (1963)
- «Как управляется социалистическое предприятие» (1968)
- «Аппарат управления и обеспечение социалистической законности в народном хозяйстве» (1983).